# Ioan al V-lea al Portugaliei
Ioan al V-lea al Portugaliei (portugheză João V), (n. 22 octombrie 1689, Lisabona, Portugalia – d. 31 iulie 1750, Lisabona, Portugalia) a fost al 24-lea (sau al 25-lea potrivit unor istorici) rege al Portugaliei. I-a succedat tatălui său Pedro al II-lea al Portugaliei în decembrie 1706 și a domnit până la moartea sa. 

## Căsătorie și copii

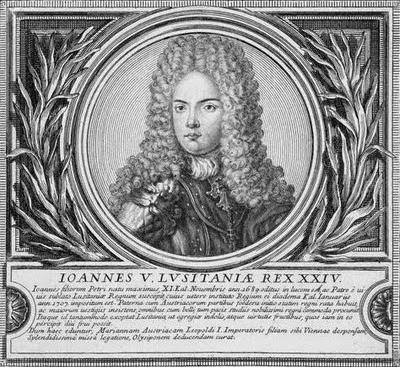
Ioan al V-lea al Portugaliei

La 27 octombrie 1708 s-a căsătorit cu verișoara lui primară, Maria Anna de Austria, fiica împăratului Leopold I și a lui Eleonore-Magdalena de Neuburg. Cuplul a avut șase copii:
- Barbara a Portugaliei (4 decembrie 1711 – 27 august 1758), căsătorită cu Ferdinand al VI-lea al Spaniei; fără copii.
- Pedro al Portugaliei(19 octombrie 1712 – 24 octombrie 1714) Prinț al Braziliei; a murit în copilărie.
- Iosif I al Portugaliei (6 iunie 1714 – 24 februarie 1777) căsătorit cu Mariana Victoria a Spaniei.
- Carlos al Portugaliei(2 mai 1716 – 30 martie 1730) a murit necăsătorit.
- Petru al III-lea al Portugaliei (5 iulie 1717 – 25 mai 1786) căsătorit cu Maria I a Portugaliei; au avut copii.
- Alexandru al Portugaliei (24 septembrie 1723 – 2 august 1728) a murit în copilărie.

În afară de copiii legitimi, Ioan a avut patru copii nelegitimi cu metresa lui, Maria Rita, și alți trei cu diverse femei.
| Ioan al V-lea al Portugaliei Casa de BraganzaRamură a Casei de AvizNaștere: 22 octombrie 1689 Deces: 31 iulie 1750 |                                 |                   |
| Titluri regale |                                 |                   |
| Predecesor: Pedro II                                                                                               | Rege al Portugaliei 1706 – 1750 | Succesor: Iosif I |